# Vincent Darius
Vincent Matthew Darius OP (ur. 6 września 1955 w Crochi, zm. 26 kwietnia 2016 w Nowym Jorku) – duchowny katolicki z Grenady, biskup Saint George’s na Grenadzie w latach 2002-2016.

## Życiorys
Święcenia kapłańskie otrzymał 28 czerwca 1987. Był m.in. zakonnym promotorem sprawiedliwości regionu Karaibów, a także ojcem duchownym w seminarium w Port-of-Spain.
10 lipca 2002 papież Jan Paweł II mianował go biskupem diecezji Saint George’s na Grenadzie. Sakry biskupiej udzielił mu 2 października 2002 jego poprzednik – biskup Sydney Charles.
Zmarł 26 kwietnia 2016 w nowojorskim szpitalu.